# ペガサス・J・クロフォード
- 遊☆戯☆王 > 遊☆戯☆王の登場人物 > ペガサス・J・クロフォード
- 遊☆戯☆王 (アニメ第1作) > 遊☆戯☆王の登場人物 > ペガサス・J・クロフォード
- 遊☆戯☆王デュエルモンスターズ > 遊☆戯☆王の登場人物 > ペガサス・J・クロフォード
- 遊☆戯☆王デュエルモンスターズGX > 遊☆戯☆王デュエルモンスターズGXの登場人物 > ペガサス・J・クロフォード

ペガサス・J・クロフォード（Pegasus J. Crawford）は、高橋和希による漫画『遊☆戯☆王』および、それを原作とする派生作品に登場する架空の人物。英語版での名前はMaximillion Pegasus。

## プロフィール
- 生年月日：10月8日、24歳。[1]
- 星座：天秤座[1]
- 身長：188cm[1]
- 体重：65kg[1]
- 血液型：A型[1]
- 好きな食べ物：ワイン／ゴルゴンゾーラ・チーズ[1]
- 嫌いな食べ物：イカ[1]
- 国籍：アメリカ（ラスベガス出身[2]）
- 職業：ゲームデザイナー/ゲーム産業企業「インダストリアル・イリュージョン」名誉会長[3]
- 血縁者：父（ラスベガスのカジノホテルを経営している資産家）[4]
- 初出：決闘者の王国編
- 担当声優：高杉Jay二郎（日本語）、ダレン・ダンスタン（英語）

## 概要
劇中に登場するTCG「マジック&ウィザーズ（デュエルモンスターズ）」を生み出した天才ゲームデザイナーにして、ゲーム企業「インダストリアル・イリュージョン」の名誉会長の若い男性。企業家であると同時に、一流の決闘者であり、決闘界の頂点に君臨する無敗の王者。
千年アイテムの一つ「千年眼（ミレニアム･アイ）」の所持者であり、相手の心を読み取る力、相手の魂をカードに封印する力などを持ち、この力を用いて反則的な決闘を行っていた。とはいえ千年眼に頼らなくとも十分の実力を持っており、アニメ版では千年眼を失った後も、決闘者としての高い実力を発揮している。後述の闇遊戯との初戦では、サブリミナル効果（アニメ版では千年眼の魔力）も使用した。
一人称は「私」だが、アニメでは「ミー」も使用。また少年期は「ボク」。「デース」や「マース」「ネー」といったカタコト口調、ギャグめいた言動など、掴み所のない印象だが、敗北した相手の魂をカードに封印したり、不正行為を働いたキース・ハワードを、顔色一つ変えずに処刑するなど冷徹な一面を覗かせる。
初期の単行本15巻の決闘131で闇遊戯が「クリボー」を召喚した際、「アンビリーボォー」と驚いている。
海馬瀬人を倒した遊戯に、決闘者の王国の主催者として遊戯のイベント参加を目的に、ビデオテープを通して、闇の決闘を申し込む。闇遊戯を倒した後、双六の魂をビデオテープ（アニメ版では、ペガサス城にあるカード）に封じ込める。一方、海馬不在で経営が悪化した海馬コーポレーションの企業買収を計画しコーポレーションの重役グループ「ビッグ5」と結託。海馬コーポレーションを譲り渡す条件として、経営悪化の原因を作った遊戯を倒すことを提示され、条件を満たした場合は、海馬の永久除名と会社を譲り渡す約束が交わされる。約束を果たすために決闘者の王国を開き、遊戯を招待した。遊戯を倒せば決闘者の王国は実質終了を意味する。用意した莫大な賞金も参加者を呼び込むためのもので、渡すつもりは最初からなかった。この件に関して、闇のプレイヤーキラーいわく「ああ見えてかなりケチな男」とのこと。アニメでは渡すつもりはないというセリフはなく、プレイヤーキラーもペガサスは関与していなかった。
海馬との決闘では、千年眼の力と「トゥーン・ワールド」で翻弄して完勝し、海馬の魂を奪うことに成功する。最終決戦で闇遊戯と対戦。海馬との対戦時と違い序盤から手を抜くことなく圧倒する。千年眼は手札やデッキから引いたカードだけでなく遊戯の
魔法カード「マジカルシルクハット」に身を隠した「ブラックマジシャン」の姿も見抜き、闇遊戯は諦めかけるが直前で遊戯と闇遊戯を入れ替えるマインド･シャッフル戦術で千年眼の力を攻略され、さらにはトゥーン戦術も弱点を見抜かれ、総崩れとなった。本気を出したペガサスは切り札の「サクリファイス」と、その最終形態である「サウザンド・アイズ・サクリファイス」で闇遊戯を翻弄。主人格の遊戯は闇のゲームに耐え切れず意識を失い、再び千年眼の力をも振るおうとするが、遊戯と仲間たちの心の繋がりによって阻まれ、その後は闇遊戯のカードを読み取ることができず、最後は「マジシャン・オブ・ブラックカオス」の一撃を受けて敗れた。
遊戯との決闘後、海馬コーポレーションを手に入れようした理由や過去を遊戯一行に語り始める。生涯を誓い合っていたシンディアが夭折し、数ヶ月に渡って無気力な生活を送っていたが、古代エジプトにおける魂の言い伝えを聞き、シンディアと出会う術があるかも知れないとの一念から、エジプトのクル・エルナ村を訪れる。村の地下神殿で千年アイテムの儀式を見たために拘束され、シャーディーから千年アイテムに選ばれるか否かの闇の試練を受けて、千年眼を得て一瞬ではあるがシンディアとの再会を果たす。海馬コーポレーションを手に入れようとしたのもKCのソリッドビジョンシステムでシンディアのカードを立体化させるためであった。闇の試練に関しては、原作ではシャーディーの部下に左目をくり抜かれて千年眼をはめることにもなったが、アニメではシャーディーに千年眼を押し込まれている。また、アニメ版では、遊戯との決闘に敗北した直後、ペガサスは行方をくらまし、その代わり、英語で書かれているペガサスの日記を杏子が翻訳することで、遊戯一行はペガサスの過去を知る展開となった。
遊戯らが決闘者の王国を立ち去る頃、闇獏良に暗殺された。文庫版の後書きによればペガサスは死後、正気を取り戻して罪を償い、天国でシンディアと再会したとされる。

### 他作品でのペガサス
『遊☆戯☆王R』では、後継者を生み出すために世界中から孤児を引き取っていた。
ゲーム作品『遊☆戯☆王デュエルモンスターズ8 破滅の大邪神』では「天馬太陽」（てんま たいよう）という名で登場。決闘者の王国編以降は消息不明であったものの、バトルシティ編終結後に大邪神レシェフの傀儡として暗躍し、かつての部下たちを率いて遊戯一行の前に立ちはだかる。その後、最終決戦で今までの罪を贖罪すべく、大邪神レシェフとともに封印される道を選んで姿を消した。なお、天馬太陽は高橋和希によるオリジナルデザインである。
ゲーム作品『遊☆戯☆王 真デュエルモンスターズ 封印されし記憶』はインダストリアル・イリュージョン社（ペガサス）がコナミ社の協力を得て制作・販売されたという設定が、説明書で紹介されているペガサスの献辞で確認できる。
ゲーム作品『遊☆戯☆王 フォルスバウンドキングダム 虚構に閉ざされた王国』には「ペガサス・J・クロイツェル」という容姿も性格も瓜二つの人物が登場。こちらのペガサスはシグワース帝国の貴族という設定だが、帝国の腐敗と悪政に失望して反乱勢力を組織している。海馬編では当初敵マーシャルとして登場するが、ペガサスの行動が原因で海馬は帝国を追われ、その後ペガサスに推戴される形で反乱勢力のリーダーとなる。

### アニメ版でのペガサス
アニメ版では治療を施されて一命を取りとめた。その生存によって決闘者の王国編以降も度々登場。ドーマ編では遊戯にダーツを倒すキーカードを託す。アニメ版クライマックスで遊戯がアテムとの最後の決闘に臨む際には、自分がデュエルモンスターズを創ったのも運命だったのかもしれないと推測した。闇の力に溺れてしまった事に関しては彼なりに悔悟の念を示しており、千年眼を失った左目は義眼などを入れずそのままにしており、道を踏み外しそうな者に対し戒めの為に見せる事もある。
「光のピラミッド」によると、決闘者の王国編以降は「決闘者としては第一線を引いた身」としており、王国の豊かな自然を満喫している姿が描かれた。依然として高い実力を発揮しつつも、王国編から変わらないトゥーン戦術と元王者としての過剰な自信から、海馬からは「過去にしがみついて進歩していない」と一蹴されている。
アニメ版の続編に当たる『遊☆戯☆王デュエルモンスターズGX』では、前作の登場人物の中では最も登場回数が多い。隼人のカードデザイナーの素質を見出してスカウトした他、ジェネックス開催中には神のカード「ラーの翼神竜」のコピーカード盗難事件などで度々デュエル・アカデミアを訪れている。さらには、遊城十代たちがアカデミア校舎ごと精霊の世界に飛ばされた際に元の世界で鮫島校長と合流している。そして、ペガサスも十代に宿るオーラに遊戯を照らし合わせていた。
『GX』でも相変わらずトゥーンをこよなく愛し、トゥーンデッキを使用。十代と出会う前の大会のパーティにて、遊戯（闇遊戯）、瀬人、城之内、エド、ヨハンを自らの5本の指に入るデュエリストと評価している。実力も衰えておらず、クロノスとナポレオンの再就職を賭けたバトルロイヤル形式のデュエルでは当初は実質的に二対一の状況であったもかかわらず、2人が仲間割れするように仕向けるなどして、いとも簡単に2人を倒した。
劇場版『10thアニバーサリー 劇場版 遊☆戯☆王 〜超融合!時空を越えた絆〜』にも登場。パラドックスにより一度殺害されてしまうも、それよりも少し前の時間に戻った遊戯、十代、遊星の3人の主人公の活躍により間一髪で助かった。
この劇場版において、ペガサスの死に呼応するように『GX』や『5D's』の世界が消滅しかけていた。

## デッキ
ペガサスはアメリカン・コミック「ファニーラビット」の熱烈な愛読者であり、「トゥーン･デッキ」というカートゥーン色の強いデッキを使用する。しかし、闇のゲーム発動時にはコミカルな印象の強いトゥーン戦術から、「サクリファイス」といった凶悪な幻想モンスターを中心とした戦術に切り替える。ビデオテープを介しての闇遊戯との初戦では「ドラゴン族・封印の壺」や「幻想師ノー・フェイス」といった特殊カードを使い、遊戯を翻弄した末に時間切れで勝利している。
作者曰く、ペガサスがトゥーンデッキを使用する理由は、アメリカ人＝ディズニーランドというイメージがあったためであるという。また、その驚異的な効果から「トゥーンカードはえげつないですね」とも述べている。
連載当時、マジック:ザ・ギャザリングにおいてしばしば没カード、トンデモカードを使った開発者と対戦、というイベントが実際に存在した。
派生作品でのトゥーンカードはOCG化によって弱体化したカード効果に準拠しており、カード自体に反則級の強さは見られない。また、一部の例外を除いてペガサスの真の切り札とも言える幻想モンスターを使用しない。
デュエルターミナルでは他のキャラクターが原作で使用したカードを使用するのに対し、ペガサスはデュエルターミナルで初登場したカテゴリー（リチュア、ガスタなど）のデッキを使用している。

### 使用カード
| ペガサス・J・クロフォードが使用したカード一覧 | ペガサス・J・クロフォードが使用したカード一覧                                                                                         | ペガサス・J・クロフォードが使用したカード一覧 | ペガサス・J・クロフォードが使用したカード一覧 |
| カード名                                      | 使用した作品 | 備考 |                                               |
| モンスターカード                              | モンスターカード | モンスターカード | モンスターカード                              |
| --------------------------------------------- | --- | --- | --------------------------------------------- |
| ドラゴン族・封印の壺                          | 原作 アニメ『遊☆戯☆王デュエルモンスターズ』                                                                                           | VS闇遊戯（初戦）にて使用。効果モンスターカード。その名の通り、ドラゴン族を永続的に封印する効果を持つ。壺魔人とのコンボによって封印したドラゴンを手駒にする事も可。海馬戦においては青眼の白龍を封印した末に、トゥーン化に一躍買っている。また、この戦いにおいて密かにトゥーン化してもいる。原作では効果モンスターのような位置づけだが、OCGでは罠カードである。また、最強のレアカード「青眼の白龍」でさえ、このカードの前では無力である事から、ペガサスはマジック&ウィザーズは日々進化している一例として、このカードを挙げている。 |                                               |
| ホーリー・ドール                              | 原作 | |                                               |
| 壺魔人                                        | 原作 アニメ『遊☆戯☆王デュエルモンスターズ』                                                                                           | |                                               |
| エレキッズ                                    | 原作 アニメ『遊☆戯☆王デュエルモンスターズ』                                                                                           | |                                               |
| 幻想師・ノー・フェイス                        | 原作 アニメ『遊☆戯☆王デュエルモンスターズ』                                                                                           | |                                               |
| トゥーン・アリゲーター                        | 原作 アニメ『遊☆戯☆王デュエルモンスターズ』                                                                                           | 通常モンスターカード。名前にトゥーンを持つがトゥーンカードではない。決闘者の王国編における海馬戦、アニメオリジナルのドーマ編（使用者はペガサスに扮したアメルダ）、遊戯王ＧＸなど多くのデュエルで登場している。また、いずれのデュエルにおいても1ターン目で様子見のために壁役として召喚されている。 |                                               |
| パロット・ドラゴン                            | 原作 アニメ『遊☆戯☆王デュエルモンスターズ』                                                                                           | |                                               |
| ダーク・ラビット                              | 原作 アニメ『遊☆戯☆王デュエルモンスターズ』                                                                                           | VS海馬戦にて使用。通常モンスターカード。海馬のウィルスコンボを打ち破り、同時に「闇・エナジー」によってパワーアップした。名前にトゥーンは持たないが、後に「トゥーン・ワールド」によってトゥーン化した。なお、その姿はペガサスの愛読書「ファニー・ラビット」の主人公と酷似している。 |                                               |
| 弓を引くマーメイド                            | 原作 アニメ『遊☆戯☆王デュエルモンスターズ』                                                                                           | |                                               |
| ドラゴン・エッガー                            | 原作 アニメ『遊☆戯☆王デュエルモンスターズ』                                                                                           | |                                               |
| デビル・ボックス                              | 原作 アニメ『遊☆戯☆王デュエルモンスターズ』                                                                                           | 通常モンスターカード。海馬戦で彼にとどめを刺すために使用された。原作ではエネルギー弾、アニメ版では鎌を用いた攻撃を行う。OCG版では融合モンスターカードに変更された。 |                                               |
| ダーク・アイズ・イリュージョニスト            | 原作 アニメ『遊☆戯☆王デュエルモンスターズ』                                                                                           | VS闇遊戯戦にて使用。効果モンスターカード。相手モンスターの動きを永続的に封じ込める効果を持つ。ペガサスが闇のゲームを発動した際に召喚したモンスターであり、千年眼をモチーフとしたような異形の姿をしている。後に儀式魔法カード「イリュージョンの儀式」の発動に伴い、サクリファイス降臨の生贄となった。 |                                               |
| 千眼の邪教神                                  | 原作 アニメ『遊☆戯☆王デュエルモンスターズ』                                                                                           | |                                               |
| タイム・ボマー                                | 原作 アニメ『遊☆戯☆王デュエルモンスターズ』                                                                                           | |                                               |
| トゥーン・仮面魔道士                          | アニメ『遊☆戯☆王デュエルモンスターズ』                                                                                                | ペガサスのカードを用いたアメルダが使用した。 |                                               |
| トゥーン・ヂェミナイ・エルフ                  | アニメ『遊☆戯☆王デュエルモンスターズ 光のピラミッド』                                                                                 | |                                               |
| 儀式モンスター                                | | |                                               |
| サクリファイス                                | 原作 アニメ『遊☆戯☆王デュエルモンスターズ』                                                                                           | VS闇遊戯戦にて使用。儀式魔法カード「イリュージョンの儀式」によって召喚される儀式モンスターカード。千眼の邪教神と融合する事で、サウザンド･アイズ･サクリファイスと化す事ができる。攻守共に0であるが相手モンスターを吸収し、その攻守をコピーできる。原作では複数のモンスターを取り込めるが、OCGでは1体のみとなっている。破壊される際には装備したモンスターが破壊され、その際の戦闘ダメージは相手が受ける。 |                                               |
| 特殊召喚モンスター                            | | |                                               |
| トゥーン・デーモン                            | 原作 アニメ『遊☆戯☆王デュエルモンスターズ』 アニメ『遊☆戯☆王デュエルモンスターズ 光のピラミッド』                                     | |                                               |
| トゥーン・ブラック・マジシャン・ガール        | アニメ『遊☆戯☆王デュエルモンスターズ』 アニメ『遊☆戯☆王デュエルモンスターズGX』 アニメ『遊☆戯☆王デュエルモンスターズ 光のピラミッド』 | |                                               |
| トゥーン・ドラゴン・エッガー                  | 原作 アニメ『遊☆戯☆王デュエルモンスターズ』                                                                                           | |                                               |
| トゥーン・マーメイド                          | 原作 アニメ『遊☆戯☆王デュエルモンスターズ』                                                                                           | |                                               |
| ブルーアイズ・トゥーン・ドラゴン              | 原作 アニメ『遊☆戯☆王デュエルモンスターズ』 アニメ『遊☆戯☆王デュエルモンスターズ 光のピラミッド』                                     | 海馬から奪い取った「青眼の白龍」がトゥーン化したもの。トゥーンの無敵能力によって海馬を翻弄したが、彼の魔法カード「闇の呪縛」によって身動きを封じられる形で撃破された。青眼の白龍を溺愛している海馬からは「みじめな姿」と酷評されている。 |                                               |
| トゥーン・アンティーク・ギア・ゴーレム        | アニメ『遊☆戯☆王デュエルモンスターズGX』                                                                                              | アニメではクロノスから奪った「古代の機械巨人」を「トゥーン・キングダム」の効果で変化させたモンスター。 |                                               |
| 融合モンスター                                | | |                                               |
| サウザンド・アイズ・サクリファイス            | 原作 アニメ『遊☆戯☆王デュエルモンスターズ』                                                                                           | VS闇遊戯にて使用。サクリファイス+千眼の邪教神による融合モンスターカードであり、ペガサスの切り札。攻守共に0であるが、モンスター吸収効果の他に、千眼によって相手の攻撃を永続的に封じ込める効果を備えている。 |                                               |
| 魔法カード                                    | | |                                               |
| 闇・エナジー                                  | 原作 アニメ『遊☆戯☆王デュエルモンスターズ』                                                                                           | 未OCG化 |                                               |
| トゥーン・ワールド                            | 原作 アニメ『遊☆戯☆王デュエルモンスターズ』                                                                                           | 永続魔法カード。ペガサスのトゥーン戦術の要となる主力カードであり、自分フィールド上のモンスターを全てトゥーン化させるという効果を持つ。トゥーン化したモンスターは通常のモンスターの一切の攻撃を受け付けず、同じトゥーン･モンスターでなければ攻撃ができない。更にこれらを発動する際のコストも存在しない。唯一の弱点は「トゥーン･ワールド」を破壊する事にあるが、トゥーン･ワールドが破壊されても、場のトゥーン･モンスターは消滅せず、元の姿に戻るのみである。作中ではこのようなカードを自分のためだけに製作し使用していた事から、卑怯であるとの声もあった。劇場版アニメ「光のピラミッド」ではOCGに基づき「トゥーン・ワールド」の発動時に1000ライフポイント払うコストが付き、トゥーンモンスターも実物のものが使用されるなどの変更がなされたが「トゥーン･モンスターはトゥーン･モンスター以外の攻撃は受け付けない」という効果は残されていた。 |                                               |
| 魔法を打ち消す結界                            | 原作 アニメ『遊☆戯☆王デュエルモンスターズ』                                                                                           | 未OCG化 |                                               |
| イリュージョンの儀式                          | 原作 アニメ『遊☆戯☆王デュエルモンスターズ』                                                                                           | VS闇遊戯戦にて使用。儀式魔法カード。サクリファイス降臨のキーカードである。 |                                               |
| コピー・キャット                              | 原作 アニメ『遊☆戯☆王デュエルモンスターズ』                                                                                           | VS闇遊戯戦にて使用。魔法カード。絵柄にはカートゥーン風の黒猫が描かれている。相手の墓地に存在するカードに姿を移し変える事が可能。これによってデーモンの召喚に姿を変え、トゥーン化の末にトゥーン･デーモンとなった。魔法カードであるにもかかわらず、アニメ版では好奇心旺盛かつコミカルなキャラクターとして描かれている。 |                                               |
| 融合                                          | 原作 アニメ『遊☆戯☆王デュエルモンスターズ』                                                                                           | |                                               |
| シャイン・キャッスル                          | 原作 | アニメでは「シャイン・パレス」という類似カードに差し替えられている。 |                                               |
| トゥーンのもくじ                              | アニメ『遊☆戯☆王デュエルモンスターズ』                                                                                                | ペガサスのカードを用いたアメルダが使用した |                                               |
| トゥーン・ロールバック                        | アニメ『遊☆戯☆王デュエルモンスターズ』                                                                                                | ペガサスのカードを用いたアメルダが使用した |                                               |
| コストダウン                                  | アニメ『遊☆戯☆王デュエルモンスターズ 光のピラミッド』                                                                                 | |                                               |
| 天よりの宝札                                  | アニメ『遊☆戯☆王デュエルモンスターズ 光のピラミッド』                                                                                 | |                                               |
| コミックハンド                                | アニメ『遊☆戯☆王デュエルモンスターズGX』                                                                                              | |                                               |
| シャドー・トゥーン                            | アニメ『遊☆戯☆王デュエルモンスターズGX』                                                                                              | |                                               |
| トゥーン・キングダム                          | アニメ『遊☆戯☆王デュエルモンスターズGX』                                                                                              | |                                               |
| 罠カード                                      | | |                                               |
| サン・シャワー                                | アニメ『遊☆戯☆王デュエルモンスターズ』                                                                                                | 未OCG化。ビデオでの遊戯戦で使用された。アニメでは種族や属性でのステータス変動ルールが存在しないため、辻褄合わせとして登場したカート。 |                                               |
| 人魚の涙                                      | 原作 アニメ『遊☆戯☆王デュエルモンスターズ』                                                                                           | 未OCG化。 |                                               |
| 予言                                          | 原作 アニメ『遊☆戯☆王デュエルモンスターズ』                                                                                           | 未OCG化。 |                                               |
| ゴーゴンの眼                                  | 原作 アニメ『遊☆戯☆王デュエルモンスターズ』                                                                                           | |                                               |
| 罠移し                                        | 原作 アニメ『遊☆戯☆王デュエルモンスターズ』                                                                                           | 未OCG化 |                                               |
| トゥーンのかばん                              | アニメ『遊☆戯☆王デュエルモンスターズGX』                                                                                              | ペガサスのカードを用いたアメルダが使用した |                                               |
| トゥーン・マスク                              | アニメ『遊☆戯☆王デュエルモンスターズ』                                                                                                | ペガサスのカードを用いたアメルダが使用した |                                               |
| 血の代償                                      | アニメ『遊☆戯☆王デュエルモンスターズ 光のピラミッド』                                                                                 | |                                               |
| 幻想カード                                    | | |                                               |
| 幻惑の眼                                      | 原作 アニメ『遊☆戯☆王デュエルモンスターズ』                                                                                           | 魔法カードとしてOCG化された。 |                                               |

上記のほか、原作では王国編決勝時においてダークアイズ・イリュージョニストとともに「イリュージョンの儀式」の素材となった名称不明のモンスターが存在する。